# Miho Fukuhara
Miho Fukuhara (福原美穂 Fukuhara Miho?,  19 de junio de 1987) es una cantante de Soul, originaria de Sapporo, Japón.

## Discogrfía

### Sencillos
1. The Roots (2006)
2. CHANGE (2008)
3. Himawari (ひまわり) (2008)
4. Yasashii Aka (優しい赤) (2008)
5. LOVE ~winter song~ (2008)
6. Yuki no Hikari (雪の光) (2009)
7. Let it all out - FMA Brotherhood ending2 (2009)
8. Hanabi Sky (2009)
9. Nande Nakitaku Nacchau n Darō (なんで泣きたくなっちゃうんだろう) (2009)
10. Mirai/Moshikashite (未来-ミライ-／もしかして) (2010)
11. Dream On feat. Daichi Miura (2012)
12. Save Me feat. Leona Lewis (2012)
13. Rising Heart/BEYOND (2013)

### Miniálbumes
1. Step☆Out (2006)
2. Regrets of Love (2010)
3. The Soul Extreme EP (2011)
4. The Soul Extreme EP 2 (2011)

### Álbumes
1. RAINBOW (2009)
2. Music Is My Life (2010)
3. The Best Of Soul Extreme (2012)
4. A Gift for You (2014)